# Архиепархия Вашингтона (Православная церковь в Америке)
Архиепа́рхия Вашингто́на (англ. Archdiocese of the Washington, Вашингто́нская епа́рхия) — епархия Православной Церкви в Америке на территории федерального округа Колумбия; части штатов Виргиния, Делавэр и Мэриленд.
Кафедральный храм: Никольский собор в Вашингтоне.

## История
В 1934 году епископ Аляскинский Антонин (Покровский) вышел из состава обособившейся русской «Северо-Американской митрополии» и был принят в состав Московского Патриархата как первый викарий Американского экзарха Вениамина (Федченкова). Титулуясь Вашингтонским и Аляскинским, епископ Антонин пребывал по большей части в Сан-Франциско. C его смертью в 1939 году кафедра пресеклась.
Вашингтонское викариатство в составе русской Северо-Американской митрополии появилась в 1951 году как викариатство митрополичьей Нью-Йоркской кафедры и оставалась таковым по преобразовании митрополии в Православную Церковь в Америке в 1970 году.
В 1981 году Вашингтонская епархия была выделена в самостоятельную и одновременно сделалась предстоятельской, в связи с чем первоиерарх Православной Церкви в Америке стал титуловаться архиепископом Вашингтонским и Нью-Йоркским, митрополитом всей Америки и Канады.
30 апреля 2005 года была упразднена, а её приходы присоединены к Нью-Йоркской, которая стала предстоятельской.
1 июля 2009 года решением Архиерейского Синода Православной Церкви в Америке епархии были вновь разделены, а глава ПЦА вновь стать титуловаться архиепископом Вашингтонским, митрополитом Всей Америки и Канады. В пределах Вашингтонской епархии были оставлены федеральный округ Колумбия и в части штатов Вирджиния, Делавэр и Мэриленд.

## Епископы
Вашингтонское викариатство Алеутской и Североамериканской епархии
- Антонин (Покровский) (конец 1934 — 2 мая 1939)

Вашингтонское викариатство Нью-Йоркской епархии
- Иона (Штальберг) (9 декабря 1951 — 24 ноября 1955)
- Киприан (Борисевич) (октябрь 1961 — 1964)
- Феодосий (Лазор) (6 мая — 1 июня 1967)
- Димитрий (Ройстер) (декабрь 1970 — 19 октября 1972)
- Василий (Родзянко) (12 января — 10 ноября 1980)

Вашингтонская епархия
- Феодосий (Лазор) (1981 — 22 июля 2002)
- Герман (Свайко) (22 июля 2002 — 30 апреля 2005)
- Иона (Паффхаузен) (1 июля 2009 — 7 июля 2012)
- Александр (Голицын) (9 июля — 13 ноября 2012) в/у, еп. Толедский
- Тихон (Моллард) (с 13 ноября 2012)

## Викариатства
- Балтиморское
- Вифездское (недейств.)
- Мехиканское (ныне самостоятельная)
- Хэйгерстаунское (недейств.)
- Саут-Кэнанское (недейств.)